# Agrupación Deportiva Unión Adarve
La Agrupación Deportiva Unión Adarve es un club de fútbol con sede en el barrio del Pilar, Madrid (España). Fue fundado el 1 de julio de 1992 y su primer equipo compite actualmente en Segunda División RFEF.
Actualmente la A.D. Unión Adarve se ha convertido por derecho propio en la 4ª mejor cantera de la ciudad de Madrid tras Real Madrid C.F., Club Atlético de Madrid y Rayo Vallecano de Madrid, disfrutando de una amplia escuela con grandes jugadores.
Además, a nivel formativo cuenta con cerca de 30 equipos en diferentes categorías masculinas y femeninas del fútbol base de la Comunidad de Madrid. Tradicionalmente se ha reconocido a este club por su exigencia en sus categorías formativas, dando prioridad a la consecución de resultados y atendiendo a la formación, educación y valores inculcados a sus jugadores. Pero a partir de la temporada 2021-2022, los cambios organizativos y la entrada en la estructura del club de nuevos directores técnicos, coordinadores y entrenadores de dudosa formación y metodologías, arrastraron a las categorías inferiores del club a la mediocridad en resultados.
A día de hoy el club dispone de representación en la máxima categoría en varias edades, teniendo así Juvenil, Cadete División de Honor y Primera División Autonómica, Infantil División de Honor, Alevín en División de honor y Super Liga, Benjamín Primera División Autonómica, desde el club se pretende mantener un halo de élite y exclusividad.

## Historia
El actual Unión Adarve fue fundado mediante la fusión de dos clubes del barrio del Pilar (Madrid): el «Agrupación Deportiva y Cultural Adarve», creado en 1992 por un grupo de padres, y el «Unión Deportiva Barrio del Pilar», surgido a su vez de aunar otras entidades amateur del distrito de Fuencarral-El Pardo. En los primeros años centró su actividad en el fútbol formativo madrileño, tanto en categoría sénior como en las diferentes divisiones inferiores.
El debut del primer equipo en Tercera División tuvo lugar en la temporada 2007/08, al tomar la plaza del desaparecido C.D. Cobeña como mejor clasificado de Regional Preferente. Sin embargo, esa experiencia se saldaría con un descenso como colista. La entidad no volvería a esa categoría hasta el año 2011/12, en esta ocasión como subcampeón del grupo I en el curso anterior, bajo la dirección de Lolo Escobar. El Unión Adarve aseguró la permanencia en ese regreso, y a pesar de contar con escasos medios fue capaz de meterse en dos playoff de ascenso: en 2012/13 (eliminados por el C. D. Tropezón) y en 2013/14 (eliminados por el Orihuela C.F.).
En 2014, el banquillo rojinegro fue asumido por Víctor Cea Zurita, quien logró una tercera presencia en fase de ascenso tercer año consecutivo. En todo ese tiempo el equipo mantuvo una estructura amateur, en la que futbolistas y cuerpo técnico compaginaban sus cargos con otros empleos. En la temporada 2016/17 el Unión Adarve volvería a meterse en playoff, y al cuarto intento consiguió un histórico ascenso a categoría nacional. Después de dejar atrás al F.C. Vilafranca y al S. D. Tarazona, se impuso en la última eliminatoria al Atlético Malagueño para certificar la promoción a Segunda División B. La temporada siguiente el equipo se mantuvo en la categoría sin demasiadas complicaciones. Ese mismo año renunciaron a ser apodados La Manada para no ser asociados con los protagonistas del caso de La Manada, quienes habían cometido un delito contra la integridad sexual de notable repercusión mediática.
En la temporada 20/21, el equipo es entrenado por Diego Nogales. En esta temporada, el conjunto madrileño aspiraba a regresar a Segunda RFEF (equivalente a la extinta Segunda División B) dentro del contexto de pandemia mundial por el Covid-19. En la primera fase de liguilla, el Adarve acaba en 1ª posición del Grupo 7, subgrupo A, con un bagaje de 13 victorias, 5 empates y 4 derrotas. En la segunda fase de la liguilla, formada por los seis equipos clasificados entre los dos subgrupos, el Adarve finaliza en 2ª posición por detrás del Leganés B, asegurándose una plaza en la categoría Segunda RFEF. Durante el transcurso de la temporada, Luis López deja la Presidencia del Club en febrero de 2021. La presidencia es asumida por Víctor Salamanca Cuevas. 
La temporada 21/22 comienza con el Adarve militando en la categoría de Segunda RFEF grupo 1, formado por equipos de las Comunidades Autónomas de Galicia, Asturias, Comunidad de Madrid y Castilla y León. La segunda temporada de Diego Nogales al frente del Unión Adarve ha comenzado de la mejor manera posible puesto que el equipo madrileño ocupa actualmente la 1ª posición del Grupo 1 de Segunda RFEF, posición que dejaría al Adarve momentáneamente en ascenso directo a Primera RFEF.

## Estadio
El Unión Adarve disputa sus partidos como local en el Polideportivo Municipal Vicente del Bosque,  El campo de fútbol es de césped artificial, cuenta con aforo para 1 200 espectadores y se caracteriza por la presencia al fondo del parque empresarial de las Cuatro Torres.
Las categorías inferiores disputan sus partidos en sus instalaciones situadas en el barrio del Pilar en Vereda de Ganapanes.

## Datos del club
- Temporadas en Segunda División B: 2.

Debut: temporada 2017-18.
Mejor posición: 11º (temporada 2017-18).
Peor posición: 17° (temporada 2018-19).
- Temporadas en Segunda RFEF: 4.

Debut: temporada 2021-22
Mejor posición: 2° (temporada 2021-22).
- Temporadas en Tercera División: 8.

Debut: temporada 2007-08.
Mejor posición: 2.º (temporada 2016-17).
Peor posición: 21.º (temporada 2007-08).